# The Exies
The Exies — американская рок-группа из Лос-Анджелеса, созданная в 1997 году. Название «The Exies» является сокращением от английского слова «The Existentialists (Экзистенциалисты)». Два их альбома, выпущенные компанией Virgin Records, Inertia (2003) и Head for the Door (2004), были проданы более чем в 400 000 экземплярах.

## История
Группа The Exies была образована в 1997 году, когда вокалист и гитарист Скотт Стивенс пригласил басиста Фредди Эррера и ударника Тома Саливана создать новую группу. В первом составе The Exies играл гитарист Крис Скейн, друг Стивенса, однако через некоторое время он покинул группу. На его место был приглашён Дэвид Уолш.
Стивенс взял название «The Exies» из биографии Джона Леннона. Он утверждал, что это было единственное название, связанное с группой The Beatles, которое было незанято. Когда The Beatles были в туре в Гамбурге, Германия в 60-х годах, они обнаружили, что среди молодежи выделяются три различные социальные группы: моды, рокеры и творческие студенты (которые назвали себя «экзистенциалистами»). Джон Леннон придумал термин «the exies» для обозначения этих творческих студентов. Сами The Exies не являются приверженцами философии экзистенциализма: они просто любят The Beatles.

### The Exies
Группа выпустила свой одноимённый дебютный альбом в 2000 году на лейбле Ultimatum Records и начали активно гастролировать. Во время тура на The Exies обратил внимание обладатель Grammy, продюсер Matt Serletic, и перекупил контракт у инди-лейбла, с которым работал коллектив.
В сентябре 2000 года Том Саливан покинул группу, и на его место был приглашён Деннис Волф.
Большую часть 2001 года и начало 2002 группа сочиняла и записывала новые песни. Тур начался в августе 2002 года.

### Inertia
В 2002 году группа подписала контракт с Virgin Records, а в январе 2003 года выпустила второй альбом под названием Inertia. Альбом получил широкое распространение, а первый сингл, «My Goddess», имел успех в радиоэфире и использовался в игре для PlayStation 2, Splashdown: Rides Gone Wild. Трек «Without» был представлен в игре MVP Baseball 2003 компании EA Sports.
The Exies продолжили тур в поддержку альбома Inertia в 2003 году. Они выступили с песней «My Goddess» в шоу Дэвида Леттермана и достигли 12 места в чартах Modern Rock. Клип на песню «My Goddess», снятый Дианой Мартел, попал в десятку хитов MTV2.

### Head for the Door
В июне 2004 года The Exies вернулись в студию, чтобы вместе с продюсером Ником Раскулинечем добиться более непосредственного, мощного звука.
1 декабря 2004 года был выпущен их третий альбом Head for the Door. Первый сингл с альбома, Ugly, использовался World Wrestling Entertainment в качестве основной темы мероприятия Survivor Series 2004 и в рекламе для телесети Warner Bros.. Песня «Slow Drain» была представлена в видеоигре NFL Street 2 для консолей Xbox и Playstation 2. Для продвижения альбома группа выступила на разогреве у Velvet Revolver.
The Exies совместно с Sum 41 и Silvertide также поддерживали Mötley Crüe во время их тура Carnival of Sins Tour.
Второй сингл с альбома Head for the Door, Hey You, стал частью видеоигры Guitar Hero, выпущенной в 2005 году. Он также стал частью игры Guitar Hero II для Xbox 360 и Guitar Hero: Smash Hits для различных консолей.
Песня «What You Deserve» была представлена в игре Juiced.
Песня «Slow Drain» была также представлена в играх NFL Street 2 и выпущенной для PlayStation 3 Full Auto 2.

### A Modern Way of Living with the Truth
После тура с Mötley Crüe группу покинули Деннис Волф и Дэвид Уолш, зато вернулся гитарист из первого состава, Крис Скейн.
26 мая 2006 года музыканты сообщили в своём блоге о том, что приступили к записи четвёртого альбома совместно с продюсером Джеймсом Майклом. Альбом A Modern Way of Living with the Truth был выпущен 15 мая 2007 года на новом для группы лейбле Eleven Seven Music.
Для продвижения альбома группа выступала совместно с Buckcherry, Papa Roach и Hinder. Летом 2007 года последовал тур с рок-группой Smile Empty Soul. Следующим туром, в котором также участвовали Drowning Pool стал This is for the Soldiers Tour.

## Участники группы

### Последний состав
- Скотт Стивенс (Scott Stevens) — вокал, ритм-гитара (1997—2011)
- Фредди Эррера (Freddy Herrera) — бас-гитара, бэк-вокал (1997—2011)
- Крис Скейн (Chris Skane) — соло-гитара, бэк-вокал (1997, 2006—2011)
- Исаак Карпентер (Isaac Carpenter) — ударные (2008—2011)

### Бывшие участники
- Том Саливан (Thom Sullivan) — ударные (1997—2001)
- Дэвид Уолш (David Walsh) — гитара (1997—2006)
- Деннис Волф (Dennis Wolfe) — ударные (2002—2006)
- Хосс Райт (Hoss Wright) — ударные (2007—2008)

## Дискография

### Студийные альбомы
| Год  | Название                              | Лейбл              |
| ---- | ------------------------------------- | ------------------ |
| 2000 | The Exies                             | Ultimatum Records  |
| 2003 | Inertia                               | Virgin Records     |
| 2004 | Head for the Door                     | Virgin Records     |
| 2007 | A Modern Way of Living with the Truth | Eleven Seven Music |
| 2024 | Closure (EP)                          | In De Goot         |

### Синглы
| Year | Title                                     | Chart positions | Chart positions  | Chart positions      | Album                                 |
| Year | Title                                     | U.S. Hot 100    | U.S. Modern Rock | U.S. Mainstream Rock | Album                                 |
| ---- | ----------------------------------------- | --------------- | ---------------- | -------------------- | ------------------------------------- |
| 2002 | «My Goddess»                              | -               | 26               | 20                   | Inertia                               |
| 2003 | «Kickout»                                 | -               | -                | -                    | Inertia                               |
| 2004 | «Ugly»                                    | -               | 13               | 11                   | Head for the Door                     |
| 2005 | «What You Deserve»                        | -               | -                | 40                   | Head for the Door                     |
| 2005 | «Hey You»                                 | -               | -                | -                    | Head for the Door                     |
| 2007 | «Different Than You»                      | -               | -                | 27                   | A Modern Way of Living with the Truth |
| 2007 | «God We Look Good (Going Down in Flames)» | -               | -                | -                    | A Modern Way of Living with the Truth |
| 2008 | «These Are the Days»                      | -               | -                | -                    | A Modern Way of Living with the Truth |
| 2023 | «Spirits High»                            | -               | -                | -                    | -                                     |